# Muž v modrých flanelových kalhotách
Muž v modrých flanelových kalhotách (v anglickém originále The Man in the Blue Flannel Pants) je 7. díl 23. řady (celkem 493.) amerického animovaného seriálu Simpsonovi. Scénář napsal Jeff Westbrook a díl režíroval Steven Dean Moore. V USA měl premiéru dne 27. listopadu 2011 na stanici Fox Broadcasting Company a v Česku byl poprvé vysílán 24. května 2012 na stanici Prima Cool.

## Děj
Šáša Krusty se chystá předvést kaskadérský kousek, když se jeho agenti zmíní, že jsou potíže s jeho vlastní značkou vodky Absolut Krusty. Aby ji zpopularizovali, trvají agenti na tom, aby Krusty uspořádal degustační večírek v domě jednoho springfieldského influencera. Na večírku se dospělí skvěle baví, dokud nepřijde pan Burns a hosty nevyděsí. Homer nakonec večírek zachrání tím, že si s Burnsem zazpívá karaoke. Na základě úspěchu večírku povýší Burns Homera na „účetního“ Springfieldské jaderné elektrárny. 
Robert Marlowe, zkušený účetní veterán, vezme Homera pod svá křídla a ukáže mu, jaký je život na vysoké noze v rohové kanceláři. Práce Homera změní ve smutného jedince, jenž potmě pije a stěžuje si na nesmyslnost své práce. Když se Homerovy dlouhé hodiny v kanceláři stanou standardem a on se začne vzdalovat své rodině, rodinná dovolená s Marge a dětmi mu pomůže uvědomit si, že rodina má vždy přednost před prací. Mezitím Líza seznámí Barta s novým literárním světem, což podnítí jeho zájem o četbu klasických románů. Na začátku Bart se čtením bojuje a navrhuje, že by si měl prostě najít práci, kde by nemusel číst. Líza na čtení trvá a Bart se nakonec naučí číst pořádně. Když ho ve škole šikanátoři pozorují, jak čte klasický román, donutí ho, aby jim přečetl Malé ženy. 
Mezitím Marge i Burns chtějí, aby Homer jel na stejný výlet na raftech. Homer začne tím, že bude na rodinném voru, a pak plave sem a tam mezi ním a Burnsovým vorem. Marge zjistí, že si víkend zamluvil i s Burnsem, zatímco oba vory plují k vodopádu, a je naštvaná, že si vybral práci na rodinném výletě. Homer může zachránit jen jeden vor a zachrání ten, na kterém je jeho rodina. Když se Burns a jaderní regulátoři chystají přejet vodopád, Marlowe vyjede na vodním skútru a zachrání Burnsee, zatímco zbytek voru spadne přes okraj vodopádu. Homer se pak rozhodne strávit zbytek dovolené s rodinou a během ní najde zlato. Později doma řekne Marge, že je opět inspektorem bezpečnosti v elektrárně. Venku vybuchne ohňostroj a vyjde najevo, že ho způsobil požár ve Springfieldské jaderné elektrárně, pravděpodobně kvůli Homerovu selhání. 

## Produkce
Epizodu napsal Jeff Westbrook a režíroval Steven Dean Moore. Jako hosté se v ní objevili John Slattery, Matthew Weiner a Kevin Michael Richardson. Weiner je tvůrcem, scenáristou a showrunnerem televizního seriálu Šílenci z Manhattanu, v němž Slattery ztvárnil postavu Rogera Sterlinga. Celý díl byl parodií na Šílence z Manhattanu. Homer se promění v hlavní postavu z Šílenců, Dona Drapera, a Slatteryho postava Roberta Marlowa je podobná Rogeru Sterlingovi. Weinerova role v epizodě byla krátkým cameem, ztvárnil jednoho z podnikatelů na raftovém výletě s panem Burnsem. Hlavní herec Šílenců z Manhattanu, Jon Hamm, se v epizodě neobjevil, ale předtím se objevil v dílu 22. řady Krycí jméno Donnie Špekoun jako jiná postava. Epizoda Muž v modrých flanelových kalhotách dokonce ztvárnila scénu z Šílenců, v níž se v kanceláři volně pohybuje sekačka na trávu. V rozhovoru pro IGN v roce 2011 označil showrunner epizody Al Jean seriál Šílenci z Manhattanu za jeden ze dvou televizních pořadů, na které si vždy udělá čas.
Hudbu v dílu upravil Chris Ledesma. Na svém vlastním blogu vysvětluje, že tato epizoda vyžadovala jen velmi málo hudebního doprovodu. V některých případech se hudební doprovod používá k odvedení pozornosti od scén, které nefungovaly tak dobře, jak bylo plánováno. Pokud je díl na druhé straně dobře napsán a obsahuje silné hlasové výkony herců, pak se hudba stává rušivým elementem. Ledesma uvedl, že „díl nabízí příjemnou rovnováhu mezi dialogy a hudbou“. Z použité hudby zazněl během montáže Homerovy práce v nové práci motiv z filmu Moment to Moment z roku 1965, jejž složil Henry Mancini. Díl končí hudební skladbou, která je verzí Manciniho tématu od hudebního skladatele Alfa Clausena. Celkem bylo v epizodě použito pět minut hudby.
V epizodě se objevilo několik odkazů na stáří postavy pana Burnse. Když Burns žádá diskžokeje o písničku, žádá „cokoli od Prince… Wilhelma Pruského?“. Princ Wilhelm Pruský žil v letech 1906–1940. Místo toho diskžokej zahraje „Come Josephine in My Flying Machine“ z roku 1910.

## Vydání
Epizoda byla původně vysílána na stanici Fox ve Spojených státech 27. listopadu 2011 a během tohoto vysílání ji sledovalo přibližně 5,61 milionu diváků. V demografické skupině dospělých ve věku 18–49 let získala epizoda rating 2,6 podle agentury Nielsen, což znamenalo 4% pokles oproti předchozímu dílu Velká knižní loupež, a šestiprocentní podíl na sledovanosti. Dílu předcházel pořad The Cleveland Show a stal se nejlépe hodnoceným pořadem v rámci bloku Animation Domination stanice Fox toho večera z hlediska celkové sledovanosti, když skončil výše než Griffinovi (5,50 milionu), Americký táta (4,48 milionu), The Cleveland Show (3,67 milionu) a Allan Gregory (3,18 milionu). Epizoda však nedosáhla vyššího hodnocení než Griffinovi v demografické skupině 18–49. Sedm dní po prvním odvysílání epizoda zaznamenala 19,2% nárůst v demografické skupině 18–49 z DVR sledování, což zvýšilo celkovou sledovanost na 3,1. V roce 2012 se díl dostal na první místo v žebříčku sledovanosti. Celková sledovanost se zvýšila o 15,7 % na 6,49 milionu diváků. V týdnu od 21. do 27. listopadu 2011 skončil Muž v modrých flanelových kalhotách na 21. místě v žebříčku sledovanosti mezi všemi televizními prime time pořady v demografii 18–49.
Od svého odvysílání byl díl televizními kritiky obecně hodnocen jako průměrně kvalitní. 
Hayden Childs z The A.V. Clubu udělil dílu celkové hodnocení B− a konstatoval, že epizoda „nebyla nijak zvlášť vtipná, ale ani nijak zvlášť špatná“. Pochválil ji za „silný děj“ a „prvky, které se často objevují v lepších dílech, jako je zaměření, které se příliš nevzdaluje od rodiny Simpsonových, a béčková zápletka, která funguje“. Přesto se mu zdálo, že „vtipy jsou tak nenápadné a mírné, že epizoda proběhne bez jediného pousmání nebo úsměvu“. Podobně se vyjádřil Jason Hughes z AOL TV, jenž uvedl, že „přestože se jednalo o dostatečně okouzlující epizodu, nebyly zde žádné výrazné momenty chytré satiry nebo nečekaných zvratů“. Josh Harrison z Ology byl o něco negativnější a díl považoval za „okouzlující, ale trochu komický propadák“. Došel k závěru, že nebyl ničím výjimečný, a udělil mu hodnocení 6 z 10.
U parodie na Mad Men Childs našel Hughes komediální potenciál v Homerově proměně v Dona Drapera, ale dospěl k závěru, že právě zde „se epizoda mohla stát velmi rychle vtipnou, ale žádný z těchto vtipů nepřináší“. Dále upřesnil, že „Don Draper je smutná postava, to je pravda, ale v jeho domýšlivosti a ješitnosti je skutečný komický potenciál. Scenáristé tento aspekt jeho postavy v malé míře využívají, ale ve skutečnosti ho nesatirizují.“ Hughes nebyl parodií na Mad Men nadšen a sarkasticky prohlásil, že parodie je „tak ostrá, že byste přísahali, že je z roku 2008“.